# Marquesado de las Navas de Navarra
El marquesado de las Navas de Navarra es un título nobiliario español creado por el Archiduque pretendiente Carlos de Austria, (con la denominación de «marquesado de las Navas»), el 20 de noviembre de 1708 a favor de José Iñiguez de Abarca y Ursúa, Coronel del Regimiento de Alemanes.
Este título, que originalmente se denominó «marquesado de las Navas», se cambió su denominación por la actual de «marquesado de las Navas de Navarra», al ser rehabilitado en 1915, para diferenciarlo del Marquesado de las Navas (creado en 1533) y del Condado de las Navas (creado en 1795). 
Fue rehabilitado por Francisco Javier Mencos y Bernaldo de Quirós, hijo de Joaquín María Mencos y Ezpeleta, IX conde de Guenduláin y V marqués de la Real Defensa y de su segunda esposa, María de la Fuencisla Bernaldo de Quirós y Muñoz I marquesa de Eslava.

## Marqueses de las Navas de Navarra
|                                                         | Titular                                                | Periodo                                                |
| Creación por Archiduque pretendiente Carlos de Austria  | Creación por Archiduque pretendiente Carlos de Austria | Creación por Archiduque pretendiente Carlos de Austria |
| Marqués de las Navas (denominación original)            | Marqués de las Navas (denominación original)           | Marqués de las Navas (denominación original)           |
| ------------------------------------------------------- | ------------------------------------------------------ | ------------------------------------------------------ |
| I                                                       | José Iñiguez de Abarca y Ursúa                         | 1708-                                                  |
| Rehabilitación por Alfonso XIII                         |                                                        |                                                        |
| Marqueses de las Navas de Navarra (actual denominación) |                                                        |                                                        |
| II                                                      | Francisco Javier Mencos y Bernaldo de Quirós           | 1915-1961                                              |
| III                                                     | Francisco Javier Mencos y Guajardo-Fajardo             | 1963-1999                                              |
| IV                                                      | Francisco Javier Mencos y Domínguez                    | 1999-actual titular                                    |

## Historia de los Marqueses de las Navas de Navarra
- José Iñiguez de Abarca y Ursúa, I marqués de las Navas de Navarra, con la denominación de "Marqués de las Navas".

Rehabilitado en 1915, con la actual denominación, por:
- Francisco Javier Mencos y Bernaldo de Quirós (1895-1961), II marqués de las Navas de Navarra.

1. Casó con María de las Mercedes Guajardo-Fajardo y Venegas. Le sucedió, en 1963, su hijo:

- Francisco Javier Mencos y Guajardo-Fajardo (n. en 1922), III marqués de las Navas de Navarra.

1. Casó con María de la Concepción Domínguez y Dávila, VIII marquesa de Contadero, XII condesa de Montealegre. Le sucedió, en 1999, su hijo:

- Francisco Javier Mencos y Domínguez (n. en 1953), IV marqués de las Navas de Navarra, IX marqués de Contadero.

1. Casó con Asunción Iñiguez y Rivero.